# Карпатська столиця (готель)
«Карпатська столиця» — недобудований 20-поверховий готель-хмарочос у Трускавці. Найвищий будинок Трускавця. Будівництво здійснювала компанія «Житлобуд».

## Розташування
Хмарочос розташований на невеликому пагорбі, поблизу об'їзної дороги та повороту до Борислава.

## Хмарочоси Трускавця
- Бескид
- Карпатська столиця
- Ріксос-Прикарпаття
- Вежа ТРТ
- Суховоля вул., 54Б